# T-62
T-62 je bil glavni bojni tank Sovjetske zveze, držav Varšavskega pakta ter še nekaterih drugih držav. Razvit je bil v začetku šestdesetih let dvajsetega stoletja z namenom, da nadomesti svojega predhodnika, tank T-55. Čeprav je bil izboljšana različica svojega predhodnika tank nikoli ni doživel takega uspeha kot T-55. Njegova glavna novost je bil 115 mm gladkocevni top, v letih 1961 do 1975 je bilo izdelanih preko 22.700 vozil. V sedemdesetih letih je tank nadomestil T-72.

## Razvoj
Konec petdesetih let dvajsetega stoletja so sovjetski tankovski strokovnjaki ter inženirji začeli ugotavljati, da tanki serije T-54/T-55 postajajo počasi zastareli. Problem se je pojavljal predvsem pri oborožitvi saj 100 mm topovi s katerimi so bili tanki opremljeni niso bili sposobni prebiti prednjega oklepa zahodno zavezniških tankov (Centurion, M-48 in Patton). Rešitev je bilo strelivo HEAT, vendar pa se je kasneje izkazalo, da posadke za njegovo uporabo potrebujejo veliko urjenja, tako da je bila to le začasna rešitev. Trajna rešitev je bila večji top kar pa za sabo potegne kopico težav: večjo kupola, večje blažilce odsuna, večja teža, itd...
Dela so se lotili inženirji v Uralvagonzavodu, kjer so razvili tudi tanka T-54 in T-55. Za osnovo so vzeli tank T-55, ter mu odvzeli staro kupolo, ter nanj namestili novo, tako ki je lahko sprejela nov gladkocevni 115 mm top z avtomatskim izmetom praznega tulca. Nekoliko so izboljšali tudi motorni del, vendar se je kasneje izkazalo da ne dovolj, saj je bil tank prepočasen. Nov top je prišel ravno v pravem času saj je januarja 1961 v Sovjetsko zvezo prebegnil iranski častnik s popolnoma novim tankom M60, ki je bil oborožen s topom 105 mm. Analize zaplenjenega tanka so pokazale, da ima tank boljši top ter oklep od tanka T-55 kar je pomenilo, da sovjetski tanki v odprtem spopadu z zahodnimi tanki niso morali zmagati. Da bi izenačili razmerje sil je proizvodnja novega tanka pod oznako T-62 stekla julija 1962. Proizvodnja je trajala do leta 1975 v tem času je bilo izdelano preko 22.700 tankov.
Tank T-62 pa ni izpolnil pričakovanj uporabnikov po boljšem tanku. Bil je dvakrat dražji od tanka T-55 razen gladkocevnega topa večjega kalibra pa ni ponujal nič boljšega od svojega predhodnika. V nekaterih lastnostih je bil celo slabši kot T-55 zato se za njegov nakup niso zanimale niti države Varšavskega pakta. Poleg tega so države prednosti 115 mm gladkocevnega topa nadomestile z novim protioklepnim strelivom, ki je bilo na 100 mm topovih prav tako učinkovito in je pomenilo zagotovo smrt zahodnih tankov. Velika slabost tanka je bila tudi njegova majhna hitrost zaradi katere ni moral dohajati oklepnikov BMP ki so bili takrat špica mehanizirane pehote. Kmalu po uvedbo v uporabo je tank postal zastarel saj so se na nasprotni strani železne zavese znašli tanki kot so: Chieftain, Leopard 1 in M60 ki so bili kar nekaj korakov pred T-62. V prvih bojnih črtah je tako ostal le kratek zatem so ga umaknili v rezervo in namenili za šolanje posadk preostale primerke pa so po nizki ceni prodali vojskam, ki niso bile tako izbirčne pri oborožitvi.

## Značilnosti
Ob začetku proizvodnje je tank obdržal praktično enake značilnosti, kot jih ima njegov predhodnik, tank T-55. Izjema je le glavna oborožitev in same dimenzije vozila vozila ki je bilo za nekaj centimetrov širše in daljše od svojega predhodnika. Vozilo je imelo tudi različen razmak med kolesi kot T-55. Posadka tanka je štela štiri člane: voznika, poveljnika, merilca in topničarja, njihova razporeditev je bila enaka kot pri tanku T-55. Glavna oborožitev tanka je bila gladkocevni 155 mm stabiliziran top ter 7,62 mm in 12,7 mm mitraljez. Gladkocevni top se je v tistih časih izkazal kot velika prednost saj je imel dosti boljše karakteristike (natančnost, domet, moč...) ter je lahko uporabljal večji spekter streliva kot navadni topovi z ožlebljeno cevjo. Top ni imel avtomatskega polnilca in se je polnil ročno s hitrostjo do štiri granate na minuto. Izmet praznega tulca je potekal avtomatsko skozi posebno loputo na zadnji strani kupole. Prednosti topa, ki je bila praktično tudi edina novost na tanku, pa so zasenčile ostale slabe strani, ki so bile podedovane od taka T-55. Te so bile: malo prostora za posadko, počasno obračanje kupole, depresija topa ter slaba stabilizacija topa. Kasneje med testiranji so se izkazale še ostale slabosti; med avtomatskim praznjenjem cevi se je dostikrat zgodilo, da je mehanizem poškodoval posadko poleg tega je tank v tistem trenutku izgubil RKBO zaščito saj je bila odprta loputa za izmet praznega tulca.
T-62 poganja dizelski vodno hlajen 38,88 litrski 4-taktni V-55 motor z 12 cilindri moči 881 KM (433 kW). Motor je identičen kot pri tanku T-55 ker pa je T-62 nekoliko težji, je motor nekoliko preobremenjen zato so manevrske lastnosti tanka okrnjene manjši pa je bil tudi doseg. Sistem za gorivo je enak kot pri T-55, en notranji tank in en zunanji tank. Dodati je možno tudi dva 200 litrska soda ter ju priklopiti v sistem, s čimer se poveča doseg tanka.
Oklep tanka je nekoliko boljši kot pri svojem predhodniku. Sprednji del trupa tanka je imel oklep debel 101 mm, kupola sprednji del 242 mm ob strani 153 mm zadaj 97 mm in zgoraj 40 mm. Stranice trupa so imele debelino 97 mm, zadaj 46 mm in spodaj 20 mm. Na prvi pogled je bil trup tanka debelejši vendar le spredaj ob straneh pa je bil tanjši kot pri tanku T-55.

## Uporabniki
| Uporabniki | Uporabniki     |
| ---------- | -------------- |
| Alžirija   | Mongolija      |
| Angola     | Severna Koreja |
| Kuba       | Sirija         |
| Egipt      | Južna Osetija  |
| Eritreja   | Uzbekistan     |
| Etiopija   | Vietnam        |
| Iran       | Jemen          |
| Irak       | Kazahstan      |
| Izrael     | Libija         |

| Nekdanji uporabniki | Nekdanji uporabniki |
| ------------------- | ------------------- |
| Rusija              | Belorusija          |
| Bolgarija           | Sovjetska zveza     |
| Tadžikistan         | Turkmenistan        |
| Ukrajina            | ZDA                 |
| Severni Jemen       | Libanon             |
| Južni Jemen         |                     |